# 엠파이어 & 퍼즐
엠파이어 & 퍼즐(Empires & Puzzles)은 2019년 4월 23일에 스몰 자이언트 게임즈에서 만든 온라인 게임이자 롤플레잉 게임이다.

## 게임의 특징
엠파이어 퍼즐은 영웅들을 모아서 요괴를 무찔러가고 자신의 요새를 더욱 업그레이드시키는 게임으로서 요괴들이나 보스인 마물들과 싸우면서 많은 재료를 얻을 수가 있는 게임이기도 하다. 다른 유저와의 동맹도 가능하며 게임을 시작하자마자 할 수 있고 가장 기본 스토리가 되는 시즌1의 지도는 최대 23개의 스테이지를 할 수가 있다. 그외에 시즌2는 27개의 스테이지가 존재하며 시즌3, 시즌4, 시즌5는 총 36개의 스테이지가 존재한다. 스테이지에 있는 보스를 처치하거나 요괴들을 죽여서 클리어하면 전투에 유용한 재료나 영웅을 획득하는 것이 가능하다. 다만 지도에서 나오는 스테이지는 월드 에너지를 통해서만 가능하며 레이드 전투도 가능한데 레이드 전투도 레이드 에너지의 한도 내에서만 플레이가 가능하다. 또한 타이탄을 사냥하는 것은 게임을 하는 유저가 각각의 동맹에 배속되었을 때에 가능하며 타이탄 에너지 내에서 타이탄을 공격하는 것이 가능하다. 또한 레이드 토너먼트에선 1주일마다 3성 토너먼트, 4성 토너먼트, 5성 토너먼트가 열리며 이때에 개최되는 토너먼트는 각각 그주에 따라 매우 빠름, 강화 효과마다 공격력이 증가되는 강화 부스터, 치유와 부활이 효과를 발휘하지 못하는 것까지 총 3개의 유형이 매주마다 열린다. 또한 3성 4성, 5성 토너먼트가 열릴 때는 자연, 화염, 얼음, 암흑, 신성의 영웅들 중에 하나의 속성을 못쓰거나 모두 쓸 수 있는 방식으로 열린다. 또한 순위표를 통해 레이드 토너먼트에서 가장 높은 트로피를 가진 유저들의 100순위가 나오며 각국의 언어로 설정된 유저들에서도 가장 높은 트로피를 가진 유저 100순위도 나오고 동맹에서도 가장 트로피의 등급이 높은 상위 동맹의 100순위도 나온다. 3성 토너먼트, 4성 토너먼트, 5성 토너먼트가 진행 중인 상황이면 그 토너먼트에서 가장 높은 점수를 획득한 유저의 100순위도 나온다. 레이드 아레나는 총 5가지의 등급이 있으며 레이드 트로피가 600이하면 브론즈 아레나, 레이드 트로피가 600~1200은 실버 아레나, 레이드 트로피가 1200~1800이면 골드 아레나, 레이드 트로피가 1800~2400이면 플래티넘 아레나, 레이드 트로피가 2400이상이면 다이아몬드 아레나이다. 지도에서 나오는 스테이지와 레이드 전투에서 나오는 스테이지를 클리어하면 몬스터의 보물상자에 게이지가 쌓이며 꽉 차면 유용한 아이템들을 획득할 수도 있다. 또한 외곽의 성에 나오는 신비의 눈이란 광고 보기를 통해 보석이나 아이템을 획득할 수가 있으며 간혹 신비의 눈으로 광고를 시청한 후엔 훈련관 영웅이 나오기도 한다. 영웅은 지도에서 나오는 스테이지, 1일에 출석할 때마다 나오는 무료 영웅 뽑기와 훈련소에서 모집된 모집병의 수에 따라 훈련할 수 있는 영웅 훈련을 통해 획득이 가능하며 그외 희귀 영웅 소환 및 각종 이벤트 때에 나오는 소환으로 얻을 수 있다. 영웅과 스테이지에 나오는 보스, 및 요괴, 타이탄은 각각에 맞는 속성이란 것이 존재한다. 이들의 속성에는 각각 자연, 화염, 얼음, 암흑, 신성으로 총 5개의 속성이 존재하며 각각의 속성엔 물고 물리는 상성 관계가 존재한다. 자연 속성은 얼음 속성에 강하며 얼음 속성은 화염 속성에 강하고 화염 속성은 자연 속성에 강하다. 신성 속성과 암흑 속성은 서로가 서로에게 강한 상성 관계이다. 그래서 영웅들의 공격이나 타일의 공격에서도 영웅의 자신이 속한 속성에 대해 강한 상성인 속성에게는 추가 피해를 주며 반대로 타일 공격에선 영웅의 자신이 속한 속성에 약한 속성한테는 그렇지 않은 속성보다 피해가 반감되는 타일 공격 피해를 준다. 즉 자연 속성의 영웅으로 화염 속성의 적을 공격하면 타일 공격의 피해가 반으로 감소, 얼음 속성의 영웅으로 자연 속성의 적을 공격하면 타일 공격의 피해가 반으로 감소, 화염 속성의 적으로 얼음 속성의 적을 공격하면 타일 공격의 피해가 반으로 감소하는 것이다. 신성 속성과 암흑 속성은 자신과 같은 속성인 적들을 공격하면 속성 퀘스트 스테이지와 같은 특수한 상황들을 제외하고 타일 공격의 피해가 반으로 감소한다. 또한 타일의 공격은 4개를 맞추면 드래곤 방패가 형성되며 5개 이상을 맞추면 크리스탈이 형성된다. 계절마다 열리며 쉬움, 일반, 상급으로 나뉘는 이벤트 스테이지에선 타일의 공격이 4개, 또는 5개 이상을 맞추면 그에 따라 다양한 모양의 이벤트 타일이 형성된다. 드래곤 방패 타일은 주변 타일까지도 함께 터트리며 공격하고 크리스탈은 그속성의 타일을 한꺼번에 터트린다. 타일은 자신이 직접 편성한 영웅들의 팀 편대로 소속된 영웅 부대를 통해 공격하며 부대가 없으면 일반적인 마을 주민이란 이름을 가진 기본적인 부대로 공격하게 된다. 자신이 직접 편성한 영웅 편대들 중에서 자연, 얼음, 화염, 신성, 암흑의 영웅이 단 하나도 빠짐이 없이 공격한다면 모든 타일이 골고루 공격 피해를 준다. 반대로 자신이 편성한 영웅 편대들에서 자연, 얼음, 화염, 신성, 암흑 속성 중에 하나의 속성이 빠진다면 그에 해당되는 타일은 영웅 누락이란 글자가 뜨며 적에게 고작 1의 피해만 준다. 즉 자신이 직접 편성한 영웅 편대에서 자연, 얼음, 화염, 신성, 암흑 중에 하나의 속성 영웅을 빼는 대신 다른 속성 영웅들 중에 하나의 속성 영웅과 같은 속성의 영웅들을 더 집어넣는다면 그에 해당되는 타일은 훨씬 많은 피해를 적에게 입한다. 부대는 희귀도에 따라 1성, 2성, 3성, 4성이 있으며 각종 스테이지를 깨거나 부대 소환, 영웅 아카데미에서 부대를 훈련시킴으로서 얻을 수가 있다. 퀘스트 스테이지라는 것도 존재하며 퀘스트 스테이지에선 각종 이벤트 스테이지와 그외 유용한 아이템 및 철, 식량, 모집병, 보석들을 얻을 수 있는 미션을 할 수 있는 각종 퀘스트 스테이지들을 할 수 있다. 또한 퀘스트 스테이지에서 열리는 이벤트 스테이지의 유형들로는 희귀, 초희귀, 전설로 나뉘어서 할 수 있는 이벤트 스테이지, 타워 이벤트 스테이지가 있으며 봄, 여름, 가을, 겨울마다 열리는 이벤트 스테이지는 각각 쉬움, 일반, 상급으로 열린다. 그외 이벤트 스테이지로는 각각 서약 소환용 이벤트 스테이지, 속성 이벤트 스테이지, 의상 이벤트 스테이지, 동맹 퀘스트 스테이지, 삼국 전쟁 스테이지, 신화 타이탄 등이 있다. 희귀, 초희귀, 전설 스테이지가 있는 이벤트 스테이지와 동맹 퀘스트 스테이지에선 순위표를 통해 자신 외에 다른 유저들 중 가장 높은 점수로 이벤트 스테이지와 동맹 퀘스트 스테이지를 마무리한 유저들의 순위가 나온다. 동맹 퀘스트 스테이지가 열렸을 때는 자신이 속한 동맹의 점수가 표시되며 동맹 퀘스트에서 가장 높은 점수를 따간 동맹의 순위와 더불어 하나의 동맹에 소속된 유저들 중에서 가장 높은 점수를 따간 유저들의 순위도 나온다. 이외에도 퀘스트 스테이지는 아니지만 시즌2, 시즌3, 시즌4, 시즌5의 소환도 매월마다 정해진 기간에 이벤트로 나오게 된다. 요새는 최대 25레벨까지 업그레이드가 가능하며 요새를 업그레이드할 때마다 새로운 공간이 열리고 요새의 레벨을 올릴 때마다 감시탑의 업그레이드도 가능하게 해준다. 그외 감시탑, 광산, 농장, 훈련소, 대장간, 철 창고, 식량 창고는 각각 20레벨까지 업그레이드가 가능하며 여기의 건물들을 전환시킨 건물들인 병영, 사냥꾼의 신장, 연금술 연구소, 영웅 아카데미, 상급 철 창고, 상급 식량 창고, 상급 주택, 상급 광산, 상급 농장은 모두 최대 10레벨까지 업그레이드가 가능하다. 감시탑은 레이드 토너먼트에서 다른 유저들과 대전한 결과를 보는 것이 가능하고 철과 식량도 같이 생산한다. 인벤토리에선 현재에 자신이 획득한 아이템의 종류들을 볼 수가 있다. 훈련소는 영웅들을 훈련시키는 건물이며 대장간은 각종 전투 아이템을 생산하는 건물이다. 주택은 모집병을 수용하는 건물이며 철 창고와 식량 창고는 각각 철과 식량을 수용하는 건물이고 업그레이드 할 때마다 더욱 많은 철과 식량을 수용할 수가 있게 해준다. 광산은 철을 생산하고 농장은 식량을 생산하는 건물이다. 전환 건물에선 병영은 부대를 훈련시키는 건물, 연금술 연구소는 각종 아이템을 연구하거나 전환시키는 건물, 사냥꾼의 신장은 대장간에서 못얻는 전투 아이템들을 생산하는 건물, 영웅 아카데미는 훈련소보다 더욱 많은 영웅들의 훈련 기능을 가진 건물이다. 상급 철 창고, 상급 식량 창고, 상급 주택은 기존의 철 창고, 식량 창고, 주택보다 더욱 많은 철, 식량, 모집병의 수용이 가능한 건물이다. 상급 광산, 상급 농장은 기존의 광산과 농장보다 훨씬 많은 철과 식량을 생산하는 건물이다. 영웅은 희귀도에 따라 1성, 2성, 3성, 4성, 5성 영웅들이 존재하며 매월마다 등장하는 이달의 영웅은 5성 영웅들로 나온다. 또한 각종 이벤트에 나오는 영웅들은 기본 3성, 4성, 5성 영웅들로만 나온다. 훈련소와 대장간 외에 사냥꾼의 신장, 연금술 연구소, 영웅 아카데미,병영이란 건물들도 업그레이드를 통해 더 많은 연구나 영웅들의 훈련을 할 수가 있다. 상급 철 창고, 상급 식량 창고, 상급 주택도 업그레이드를 통하여 더 많은 모집병을 수용할 수가 있으며 더 많은 철과 식량을 수용할 수가 있게 해준다. 또한 요새를 10레벨을 달성했을 때부터는 병영으로 전환이 가능하며 요새를 20레벨까지 달성했다면 철 창고, 식량 창고, 주택, 광산, 농장을 최대 레벨인 20레벨을 달성했을 때에 각각 상급 철 창고, 상급 식량 창고, 상급 주택, 상급 광산, 상급 농장으로 전환이 가능하다. 요새를 21레벨까지 달성했다면 사냥꾼의 신장, 요새를 23레벨까지 달성하면 연금술 연구소, 요새를 최대 레벨인 25레벨까지 달성하면 영웅 아카데미까지 건설이 가능하다. 게임을 하는 유저가 하나의 동맹에 속해있다면 그외에 동맹간의 전투인 동맹 전쟁도 할 수 있다. 동맹 전쟁은 매우 빠름, 언데드, 화살 소나기, 이퀄라이저, 공격력 증가로 총 5가지의 유형으로 열리고 자신의 동맹이 승리했을 때는 5포인트, 비겨서 무승부가 났을 때는 3포인트, 패배했을 때는 1포인트를 얻는다. 동맹 전쟁의 포인트가 25포인트까지 쌓이면 동맹 전쟁 상자를 여는 것이 가능해지며 이때에 동맹 상자를 열면 각종 유용한 아이템들을 얻는 것이 가능하다.

## 같이 보기
- 온라인 게임
- 롤플레잉 게임